# Hitachinaka
Hitachinaka (Japans: ひたちなか市, Hitachinaka-shi) is een havenstad aan de Grote Oceaan in de prefectuur Ibaraki op het eiland Honshu in Japan. De stad heeft een oppervlakte van 99,03 km² en medio 2008 bijna 156.000 inwoners.

## Geschiedenis
Op 1 november 1994 werd Hitachinaka een stad (shi) na samenvoeging van de steden Katsuta (勝田市, Katsuta-shi) en Nakaminato (那珂湊市, Nakaminato-shi).

## Economie
Rond de haven zijn handel, visserij en industrie geconcentreerd.
Meer landinwaarts speelt landbouw een rol. De gedroogde zoete aardappelen zijn een bekend product uit Hitachinaka.
Aan de kust ligt het 1.182ha grote Hitachi Nationale Kustpark, een natuur en recreatiegebied.
In de stad liggen een groot aantal (pre)historische bezienswaardigheden.

## Verkeer
Hitachinaka ligt aan de Joban-hoofdlijn en de Suigun-lijn van de East Japan Railway Company. Sinds 1 april 2008 rijdt ook de Minato-lijn, de enige lijn van Hitachinaka Kaihin Spoorweg (ひたちなか海浜鉄道, Hitachinaka Kaihin Tetsudō).
Hitachinaka ligt aan de Kita-Kanto-autosnelweg, aan de autowegen 6 en 245, en aan de Higashi-Mito-tolweg en de Hitachinaka-tolweg.

## Geboren in Hitachinaka
- Natsuo Yamaguchi (山口 那津男, Yamaguchi Natsuo), politicus van de NKP
- Hiroyuki Ikeuchi (池内博之, Ikeuchi Hiroyuki), acteur
- Eriko Tamura (田村 英里子, Tamura Eriko), actrice en zangeres

## Aangrenzende steden
- Naka
- Mito